# Kat kyi kaik
Kat kyi kaik (tiếng Miến Điện: ကတ်ကြေးကိုက်; phát âm [kaʔt͡ɕíkaɪʔ]), còn được gọi cụ thể là Myeik kat kyi kaik (မြိတ်ကတ်ကြေးကိုက်), là một món mì xào cay của Myanmar gắn liền với thị trấn ven biển Myeik (tên gọi cũ là Mergui) ở miền Nam Myanmar.
Thành phần chính bao gồm mì gạo rộng, dẹt chiên với mực cắt lát, giá đỗ, tôm, đậu vườn hấp (pe byok), hành lá, hạt tiêu và nước tương đen. Món này khá phổ biến ở địa phương mà xuất xứ của nó được tìm thấy tại vùng duyên hải phía Nam của Myanmar và ở Yangon.
Món này được đặt tên là kat kyi kaik (n.đ. 'cắt bằng kéo') vì trong khi chiên mì và các nguyên liệu trong chảo, người đầu bếp sẽ dùng kéo để cắt sợi mì giúp cho việc nấu nướng được thuận lợi hơn và thực khách dễ ăn hơn.
Một món khác có thể đem ra so sánh với kat kyi kaik là char kway teow khá phổ biến ở Singapore và Malaysia. Beik kut kyee kaik chỉ sử dụng tôm và mực làm nguyên liệu chính.